# Душевные смуты воспитанника Тёрлеса
«Душевные смуты воспитанника Тёрлеса» (нем. Die Verwirrungen des Zöglings Törleß) — первый роман Роберта Музиля, опубликованный в 1906 году.

## Сюжет
Трое учеников австрийской школы-интерната, Райтинг, Байнеберг и Тёрлесс, ловят своего одноклассника Басини, крадущего деньги у одного из них, и решают наказать его сами, вместо того, чтобы сдать школьным властям. Они издеваются над ним сначала физически, а затем психологически и сексуально, а также шантажируют, угрожая выдать. Их оскорбительное отношение к Басини становится открыто сексуальным и всё более садистским; тем не менее, он сносит все пытки, даже когда, потеряв какое-либо достоинство, подвергается издевательствам всего класса.
Моральные и сексуальные сомнения Тёрлесса приводит его к участию в издевательствах над Басини, его сексуально привлекают и Басини, и Байнеберг, но те его отвергают. Он наблюдает и сам участвует в пытках и изнасилованиях Басини, объясняя себе, что пытается понять разрыв между своим рациональным «я» и тёмным иррациональным «я». Разные стороны личности беспокоят и приводят в отчаяние. Басини в некоторой степени сам провоцирует издевательства, поскольку очевидным образом наслаждается сексуальным аспектом «экспериментов» Байнберга и Райтинга, а те пытаются скрыть стыд за влечение к Басини, унижая его. Басини признаётся в любви к Тёрлессу, и Тёрлесс сперва отвечает взаимностью, но в конечном итоге отталкивает Басини, не принимая его неспособность постоять за себя. Отвращение к пассивности Басини в конечном итоге приводит его почти к прямому противостоянию Байнбергу и Райтингу. Когда терзания становится невыносимым, Тёрлесс тайно советует Басини сдаться директору, чтобы разрешить ситуацию.
Начинается расследование, но виновным признаётся только Басини. Тёрлесс произносит странную экзистенциальную речь перед школьным руководством о разрыве между рациональным и иррациональным («... в конце концов, вещи просто случаются»), которая озадачивает больше, чем что-либо еще. Администрация решает, что ученик имеет слишком утонченный для института интеллект, и предлагают его родителям обучать его частным образом. К тому же выводу приходит и сам Тёрлесс.
Среди других эпизодов романа — опыт Тёрлесса с местной проституткой Боженой, встреча с учителем математики и анализ отношения родителей к миру.

## Литературный анализ
Роман Музиля внешне построен как роман воспитания и рассказывает историю сомневающегося молодого человека, который ищет моральные ценности в обществе и пытается понять своё отношение к ним.
Этот экспрессионистский роман основан на личном опыте Музиля, воспитывавшегося в школе-интернате в городе Границе (в настоящее время — в Чехии). Автор утверждал, что написал его от скуки. Позднее Музиль отрицал, что роман имел автобиографическую основу. Из-за откровенного сексуального содержания роман поначалу вызвал скандал среди читающей публики и властей Австро-Венгрии.
Позже в тексте были обнаружены различные намеки на фашизм, в том числе таковыми представляются персонажи Байнберг и Райтинг, которые днём кажутся прилежными учениками, по ночам ночью бесстыдно издеваются над одноклассниками психологически, физически и сексуально.

## Издания и переводы
Первое издание на немецком языке вышло в 1906 году. В 1955 году под названием «Молодой Тёрлесс» книга опубликована на английском. На русском языке первая публикация состоялась в 2000 году.

## Адаптации
В 1966 году немецкий режиссер Фолькер Шлёндорф снял по роману фильм «Молодой Тёрлес».